# Antonin Scalia
Antonin Gregory Scalia (Trenton, 11 de març de 1936 - Marfa, 13 de febrer de 2016) va ser un jurista nord- americà i Jutge Associat de la Cort Suprema dels Estats Units, proposat en el càrrec pel president republicà Ronald W. Reagan.
Era considerat com un dels pilars de l'ala conservadora de la Cort Suprema. Quant a matèria d'interpretació constitucional, s'adheria a la doctrina del textualisme i a l'originalisme, i era un crític acèrrim de la doctrina de la constitució vivent. A diferència dels seus col·legues conservadors, com l'exjutge president dels Estats Units William Rehnquist o Clarence Thomas, el jutge Scalia va mantenir una visió favorable del poder nacional i d'un poder executiu fort. En aquest sentit podia ser considerat com a un hamiltonià.

## Biografia
Antonin Scalia va néixer a Trenton, Nova Jersey. La seva mare, Catherine, va néixer als Estats Units; el seu pare, S. Eugene, un professor de llengües romàniques, va emigrar de Sicília a l'edat de 15 anys. Quan Scalia tenia cinc anys, la seva família es va mudar a Elmhurst a Queens, Ciutat de Nova York, durant aquell període el seu pare va treballar al Brooklyn College a Flatbush, Brooklyn.
Com a catòlic Scalia va assistir al "Xavier High School", un col·legi catòlic jesuïta a Manhattan. Es va graduar com a primer de la seva classe summa cum laude amb un AB de la Universitat de Georgetown el 1957. Estant a Georgetown, també va estudiar a la Universitat de Friburg (Suïssa) i va seguir estudiant dret a la Facultat de Dret de l'Escola de Dret Harvard on va col·laborar com a editor de notes de la Harvard Law Review. Es va llicenciar magna cum laude el 1960 i es va convertir en un Sheldon Fellow de la Universitat Harvard l'any següent. El càrrec li va permetre viatjar per Europa entre el 1960 i el 1961.
El 10 de setembre de 1960, Scalia va contreure matrimoni amb Maureen McCarthy, una llicenciada en anglès del "<i>Radcliffe College</i>". Tots dos van tenir nou fills – Ann Forrest (n. 2 de setembre de 1961, Eugene, llavors fiscal laboral, exprocurador del Departament del Treball dels Estats Units, John Francis, Catherine Elisabeth, Mary Clare, Paul David, ordenat sacerdot catòlic de la diòcesi d'Arlington a l'Església "St. Rita's Catholic Church", Matthew (graduat de West Point i major de l'Armada dels Estats Units que treballa actualment com a instructor ROTC a la Universitat de Delaware), Christopher James actualment a la Universitat de Wisconsin, i Margaret Jane, estudiant de la Universitat de Virgínia.
A Scalia se'l coneixia pel sobrenom de "Nino" i els seus col·legues es referien a les notes dels casos en què Scalia opinava com a Ninograms. Era amic del seu col·lega de l'ala liberal Ruth Bader Ginsburg, que tenia a la seva oficina fotos amb Scalia junts al Washington Opera i d'un viatge a l'Índia.

## Vida pública

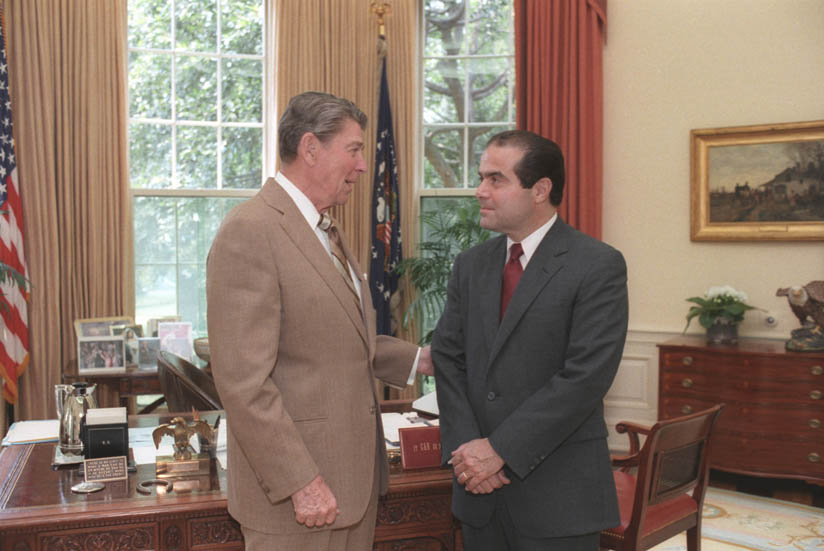
El president Ronald Reagan i el Jutge Antonin Scalia en una conferència a l'Oficina Oval

Scalia va començar la seva carrera legal al bufet d'advocats internacional Jones, Day, Reavis Cockley i a Cleveland, Ohio, on va treballar de 1961 a 1967 més tard va declarar que tenia la intenció de dedicar-se a l'ensenyament, per la qual cosa es va convertir en un professor de Dret de la Universitat de Virgínia el 1967.
Després de quatre anys a Charlottesville, Scalia va entrar al servei públic el 1971. El president Richard Nixon el va nomenar com el conseller general de l'Oficina de Política de Telecomunicacions, on una de les seves tasques principals va ser la formulació de la política federal per al creixement de la televisió per cable. Entre 1972 a 1974, ell va ser president de la Conferència Administrativa dels Estats Units, una petita agència independent que buscava millorar el funcionament de la burocràcia federal. A mitjan 1974, Nixon el va nomenar Secretari de Justícia Auxiliar per a l'Oficina de l'Assessor jurídic. Després de la renúncia de Nixon, la nominació va ser continuada pel president Gerald Ford, i Scalia va ser confirmat pel Senat el 22 d'agost de 1974.
Després de la derrota de Ford pel president Jimmy Carter, Scalia va treballar durant diversos mesos a l'American Enterprise Institute. Posteriorment va tornar al món acadèmic a la Universitat de Chicago, a la Facultat de Dret de 1977 a 1982, tot i que va passar un any com a professor visitant a l'Escola de Dret de Stanford. El 1981, es va convertir en el primer conseller de la facultat de la Universitat Chicago de la Societat Federalista.

### Jutge de la Cort Federal d'Apel·lacions
Quan Ronald Reagan va ser elegit president el novembre de 1980, Scalia esperava per a un lloc important a la nova administració. Va ser entrevistat per al càrrec de procurador general dels Estats Units, però finalment va ser triat Rex Edwin Lee, per gran decepció de Scalia. Més tard aquell any, Reagan li va oferir a Scalia un seient al Circuit d'Apel·lacions de Washington DC, que va ser acceptat per Scalia qui va ser confirmat pel Senat dels Estats Units el 5 d'agost de 1982 i va prestar jurament el 17 d'agost de 1982.
Al Circuit d'Apel·lacions de Washington DC, Scalia va construir un llegat conservador, que li va portar admiració de part de sectors socials, per mitjà dels seus escrits es va mostrar intel·ligent i, enginyós, sovint era crític dels precedents de la Cort Suprema, que se sentia obligat a respectar com a un jutge dels Estats Units. Els precedents de Scalia van cridar l'atenció de funcionaris de l'administració Reagan, als qui, segons The New York Times , “els agradava pràcticament tot el que van veure i... el veien com un prospecte per al Tribunal Suprem”. L'any 1985, encara que no hi havia llavors cap vacant a la Cort, funcionaris de l'administració Reagan van col·locar Antonin Scalia en una llista curta amb el jutge Robert Bork, per ser considerat si un jutge deixava la Cort.
El 1986, el President del Tribunal Suprem, Warren Burger, va informar la Casa Blanca de la seva intenció de retirar-se. Reagan va decidir nomenar el Jutge Associat William Rehnquist per convertir-se en president del Tribunal Suprem. Aquesta elecció va significar que Reagan també hauria d'escollir un candidat per ocupar el seient del Rehnquist com a jutge associat. El procurador general Edwin Meese, va aconsellar Reagan en l'elecció, demanant considerar seriosament només Bork i Scalia. El que esdevenia potser l'última oportunitat de Reagan per escollir un jutge del Tribunal Suprem; el president i els seus consellers van triar Scalia sobre Bork. Molts factors van influir en aquesta decisió. Reagan volia nomenar el primer italoamericà a la justícia. A més, Scalia era deu anys més jove, i probablement serviria més temps a la Cort. Scalia també tenia l'avantatge de no tenir el rastre de paper de Bork; qui havia escrit articles polèmics sobre els drets individuals. Scalia va ser cridat a la Casa Blanca, i va acceptar la nominació de Reagan. Un membre del comitè del Senat, el senador demòcrata de Delaware Joe Biden, després va declarar que lamentava no haver-se oposat a la designació de Scalia “perquè ell era tan eficaç”.

## Jutge de la Cort Suprema

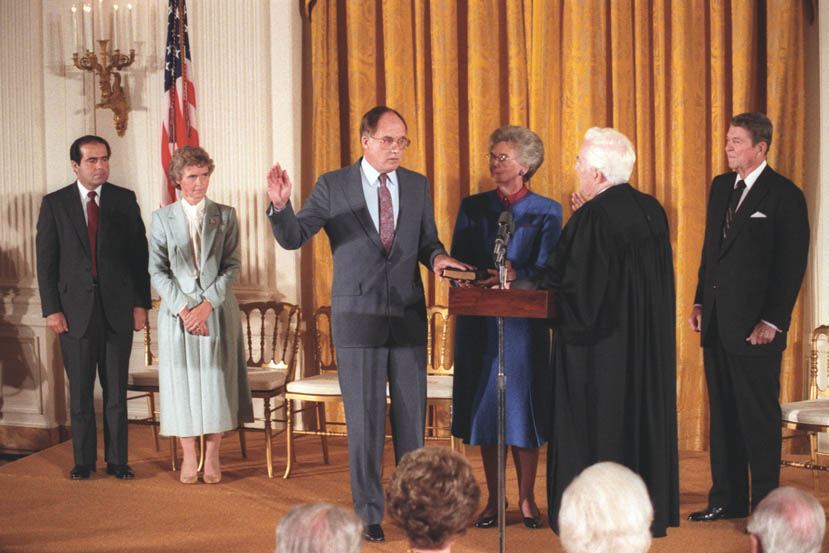
El Jutge i Sra Scalia (esquerra) i el president Reagan (dreta) observen com a president del Tribunal Suprem, Warren Burger juramenta William Rehnquist com a successor seu el 26 de setembre de 1986.

Scalia va començar la seva carrera judicial el 1982 quan va ser nomenat jutge del Circuit d'Apel·lacions de Washington, DC. Després, el 1986, el President Ronald W. Reagan el va proposar per al càrrec de Jutge Associat de la Cort Suprema després de l'ascens a Jutge President de William Rehnquist.
A la cort suprema, Scalia va ser una de les principals veus conservadores. Segons ell, la Constitució ha de ser interpretada segons la intenció original dels que van escriure el document. Per això, Scalia només pren en consideració el text de la Constitució quan n'analitza casos. Al costat de Clarence Thomas es van mostrar en contra de l'extradició de Manuel Antonio Noriega, argumentat que es va haver d'admetre l'apel·lació a la decisió judicial.

Una de les intervencions crucials de Scalia va succeir l'any 2000, quan va donar suport a que el Tribunal Suprem posés fi al recompte de vots a l'estat de Florida per proclamar president el republicà George W. Bush després d'una tancada lluita electoral amb el demòcrata Al Gore.
"Ni jo ni la meva cort devem cap disculpa pel cas 'Bush versus Gore'. Vam fer el correcte. És el que hi ha! Sabeu-ho. Això ja és molt vell”, va dir el 2007 el magistrat a la periodista Lesley Stahl durant una entrevista.
Qualificat com el jutge més influent de l'últim quart de segle, Scalia, segons The New York Times va ser el “ líder del renaixement conservador intel·lectual ”, a més d'un ferri defensor de l'originalisme, teoria jurídica que busca aplicar l'entesa dels que van realitzar i ratificar la Constitució, assenyalant que aquesta darrera és des d'aquell moment fixa i coneguda. El 2012, el periodista Chris Wallace de Fox News va preguntar sobre una eventual jubilació al jutge, que va respondre:
"No m'agradaria ser reemplaçat per algú que automàticament reverteixi tot el que he intentat aconseguir". Scalia

## Posicions polítiques

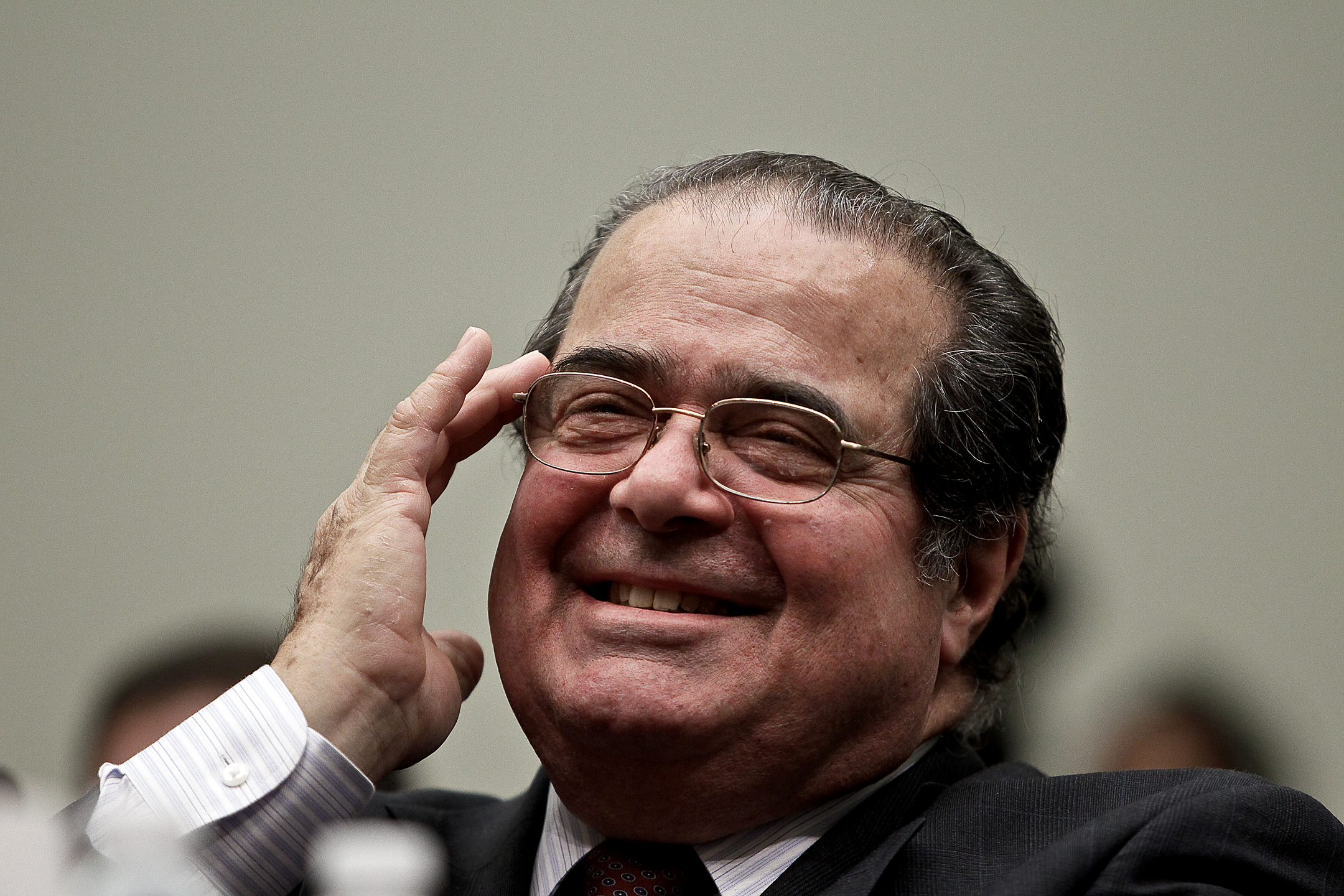
El Jutge Scalia el 20 de maig de 2010 a Washington D. C.

### Principis polítics Hamiltonians
En contrast amb els conservadors llibertarians, Scalia tenia un punt de vista més positiu sobre els poders del govern. En una conferència sobre el federalisme el 1982, Scalia va desafiar els conservadors que reexaminessin el seu punt de vista hostil cap al poder nacional. En una època en què la Presidència i el Senat estaven en mans republicanes, Scalia va sostenir que una política d'acostament basada a "fer res" i encaminada a la creació de polítiques nacionals era un "autovenciment" per als propòsits d'aconseguir metes polítiques conservadores. Scalia assenyalava els membres de l'audiència —com Hamilton hagués argumentat— que mantinguin en la seva ment que el govern federal no és dolent, sinó bo. El truc és utilitzar-lo sàviament.”

### Separació de poders
En opinió de Scalia la separació entre els poders legislatiu, executiu i judicial segueixen directament de la línia de la Constitució, ja que amb cap branca es permetia exercir poders concedits a una altra branca. En els seus primers dies a la Cort, va ser autor d'una forta i solitària dissidència el 1988 sobre el cas anomenat Morrison vs. Olson, en què la majoria de la Cort va confirmar la llei. Trenta pàgines contenia l'objecció de vot de Scalia qui va indicar que la llei era una intromissió injustificada al Poder Executiu pel Legislatiu. Advertir, "Amb freqüència un problema d'aquest tipus vindrà abans que el Tribunal revestit, per dir-ho, amb pell de xai... Però aquest llop ve com un llop.
El cas del 1989 Mistretta v. Estats Units va desafiar la Comissió de Sentències dels Estats Units, un òrgan independent dins del poder judicial. El peticionari va argumentar que la disposició violava la separació de poders, i que les Directrius de Sentències dels Estats Units promulgades per la Comissió no eren vàlids. Vuit jutges es van unir a l'opinió majoritària escrita per Blackmun, en defensa de les Directrius que van afirmar, era conforme a la constitució. Scalia va dissentir, indicant que l'emissió de les Directrius era una funció de la legislació que el Congrés no podia delegar.

### Originalisme
Aquesta tesi defensa una aproximació a la Constitució textual i formal basada en la premissa que el mètode més rigorós per entendre la Carta Política és el d'aferrar-se estrictament al sentit que sobre aquesta van donar els constituents de 1776, com es coneixen als Estats Units. “Pares fundadors”. Encara que Scalia no va ser el precursor d'aquest corrent, que es remunta als orígens dels Estats Units com a nació, sí que va ser un dels seus exponents més vivaços, populars i reeixits.
El seu aferrament a l'originalisme, que va defensar amb vehemència fins a la seva mort, el va portar a extrem de consignar en diferents salvaments de vots i decisions majoritàries posicions a favor del dret a portar armes o a controvertir la decisió que va legalitzar el matrimoni igualitari argumentant que els estats tenen tota la llibertat de prohibir les unions entre parelles del mateix sexe, ja que aquesta autonomia és una part fonamental del sistema democràtic. Fins i tot, de manera notòria i pública, va afirmar que la Constitució no protegeix els ciutadans contra els tractes cruels i inhumans, per la senzilla raó que a la Convenció Constituent de 1787 conceptes com la tortura no tenien cap contingut judicial o filosòfic. Igualment, va acollir a l'argument que els jutges no tenen cap competència per decidir sobre el dret de les dones a interrompre el seu embaràs, ja que aquesta intervenció només prolonga una angoixa política que només pot ser resolta a les urnes.
Així, el jutge Scalia durant anys va liderar un poderós bloc conservador a la Cort, el poder del qual es va accentuar amb les dues vacants que el president Bush va omplir el 2005. Aquest bloc per exemple, entre altres coses, va deixar en suspens la reforma de salut d'Obama i recentment va donar un cop dur a l'activisme contra el canvi climàtic quan va suspendre, amb el vot de Scalia, les mesures de reducció d'emissions de carboni implementades pel Govern Federal.

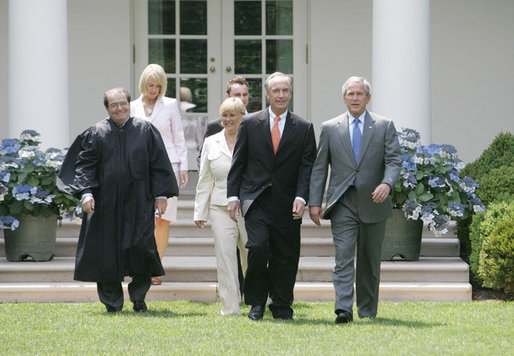
El jutge Antonin Scalia a la Casa Blanca amb el llavors president dels Estats Units George Bush

### Port d'Armes
Scalia va defensar la Segona Esmena de la Constitució a la Cort. Scalia va defensar el 1994 que les persones amb antecedents penals poden posseir armes després de passar per la presó, llevat que un Estat els ho prohibeixi expressament. El 2008, va ser l'autor de la decisió Districte de Columbia vs. Heller, que va derogar les restriccions al port d'armes i va sostenir que la Segona Esmena consagrava la tinença d'armes als EUA com a un dret constitucional al Districte de Columbia. Scalia va argumentar que el dret a anar armat és individual, no col·lectiu, per la qual cosa el ciutadà no ha de pertànyer a una milícia per portar armes.

### Homosexualitat
Com a una amenaça per a la democràcia americana va definir Scalia el dictamen que el 2015 va legalitzar el matrimoni entre persones del mateix sexe als Estats Units. El jutge Anthony Kennedy havia escrit en nom de la majoria que “la naturalesa del matrimoni és que, a través del seu llaç etern, dues persones poden trobar altres llibertats, com la d'expressió, intimitat o espiritualitat ”, independentment de la seva orientació sexual. “Qui pensaria que la intimitat i l'espiritualitat -sigui el que sigui que significa això- eren drets?”, va respondre Scalia a través de la seva opinió individual. “Si la intimitat és una llibertat, aleshores considero que resulta limitada pel matrimoni, no ampliada. Pregunteu-ho a un hippie”. En anys anteriors, el magistrat va equiparar les lleis que prohibeixen la sodomia i l'assassinat, i també havia defensat que els ciutadans rebutgin “la conducta homosexual en els seus companys de feina, els professors dels seus fills o els seus cuidadors” perquè, segons el jutge, “veuen això com una manera de protegir-se d'un estil de vida que consideren immoral i destructiu”.
L'amenaça per a Scalia no era que les parelles homosexuals es puguin casar com fins ara només ho podien fer les heterosexuals, sinó que el Tribunal Suprem hagi legislat una cosa que hauria de regular cada estat de manera individual. Aquesta postura es basa en la interpretació més literal de la Constitució nord-americana, l''originalisme' del qual Scalia és el màxim defensor, i que estableix que el text no ha de ser llegit segons canviï la societat, sinó sobre la base dels principis que tenien al cap els pares fundadors de la nació. El Jutge Scalia ha votat sistemàticament en contra de l'avortament i dels homosexuals.

### Avortament

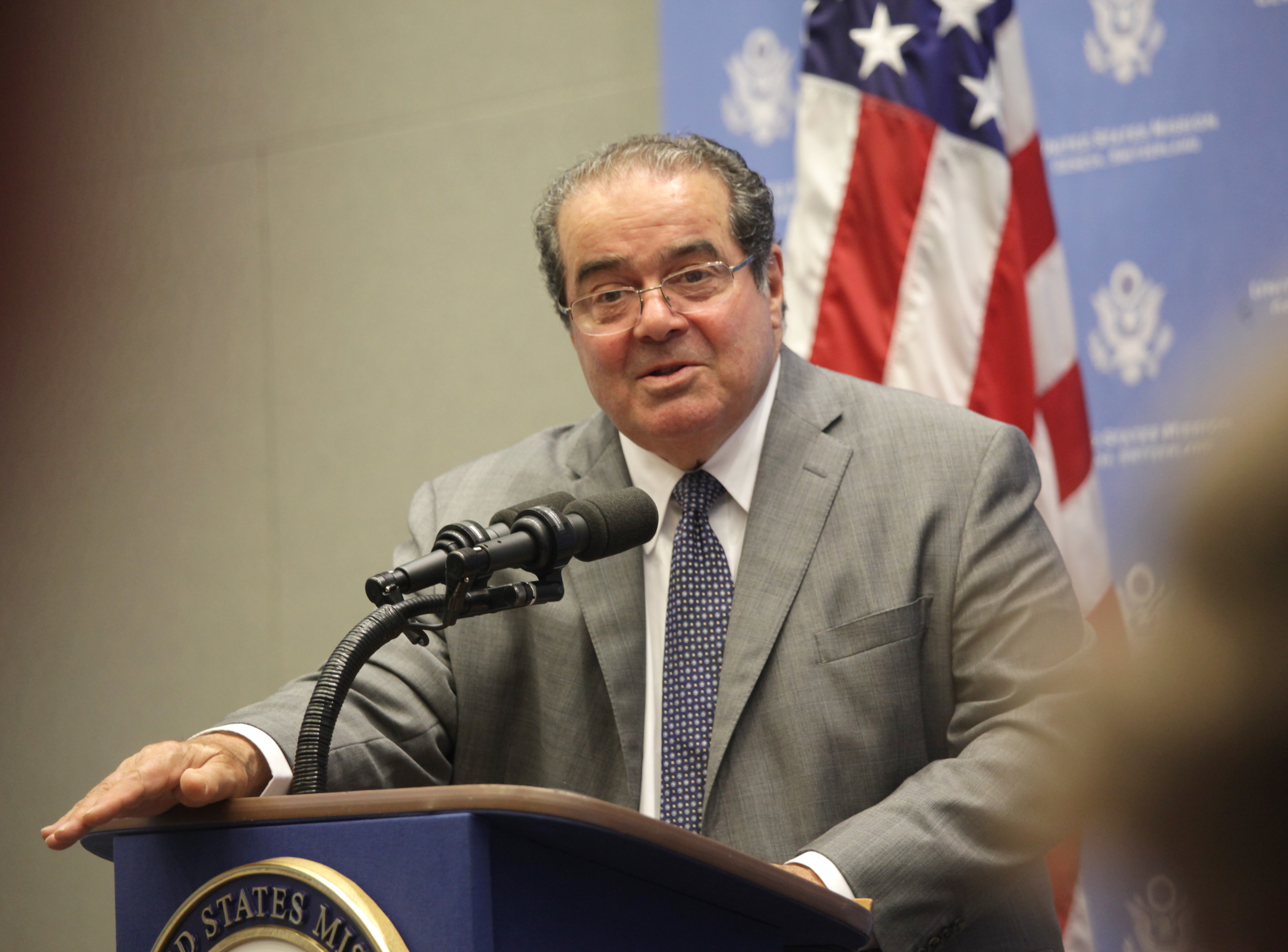
El jutge Antonin Scalia durant un discurs a l'ambaixada dels EUA a Ginebra.

Scalia va argumentar que l'aprovació de l'avortament per part de la Cort Suprema dels Estats Units és antidemocràtic. Segons el magistrat, els ciutadans nord-americans no han decidit mai que un estat no pot prohibir l'avortament. Quan han decidit això?, es preguntava Scalia, que afirmava a més que en una democràcia, la regla de base és que la gent decideixi, les persones. "En una democràcia liberal, que som, les persones no decideixen sobretot, no decideixen sobre llibertat d´expressió, llibertat religiosa, el dret a portar armes, el dret a ser jutjat per un jurat, el dret a ser confrontat per un testimoni, etcètera. Qui decreta aquestes excepcions de la democràcia? La gent ho fa, cadascuna d'aquestes estipulacions foren presentades al poble. Tu pots voler-ho o no, alguns pot ser que el rebutgin, però aquesta és la regla que la gent sempre ha seguit. La pregunta és si el poble mai va prohibir que un estat pugui proscriure l'avortament. On?
Durant 200 anys, cada estat ha prohibit l'avortament. Quan els nord-americans han dit “no, un estat no ho pot fer”? L'assumpte, però, deia Scalia no era si s'havia de prohibir l'avortament o no, sinó qui decidia. “Si la gent vol permetre l'avortament, està bé, però són ells els qui han de decidir-ho”. Scalia va dir públicament que la decisió de la Cort en el cas Roe v. Wade, on es va legalitzar l'avortament, era errònia i que havia de ser anul·lada.

### Pena capital
Scalia es va mostrar a favor de la pena capital sota l'argument que han de ser els nord-americans els qui al final decideixin el que es creu convenient. "Una vegada i una altra, el poble ha optat per la pena de mort com a càstig per als crims més greus. Una vegada i una altra, aquest Tribunal ha donat suport a aquesta decisió. I una vegada i una altra, una minoria d'aquest Tribunal ha intentat substituir la decisió del poble per les seves opinions personals", sostenia Scalia.

## Defunció
Va ser trobat mort el dissabte 13 de febrer de 2016 en una habitació del ranxo "Cibolo Creek", un complex de luxe construït al voltant de tres forts del segle xix i famós entre les estrelles de Hollywood i la reialesa europea.

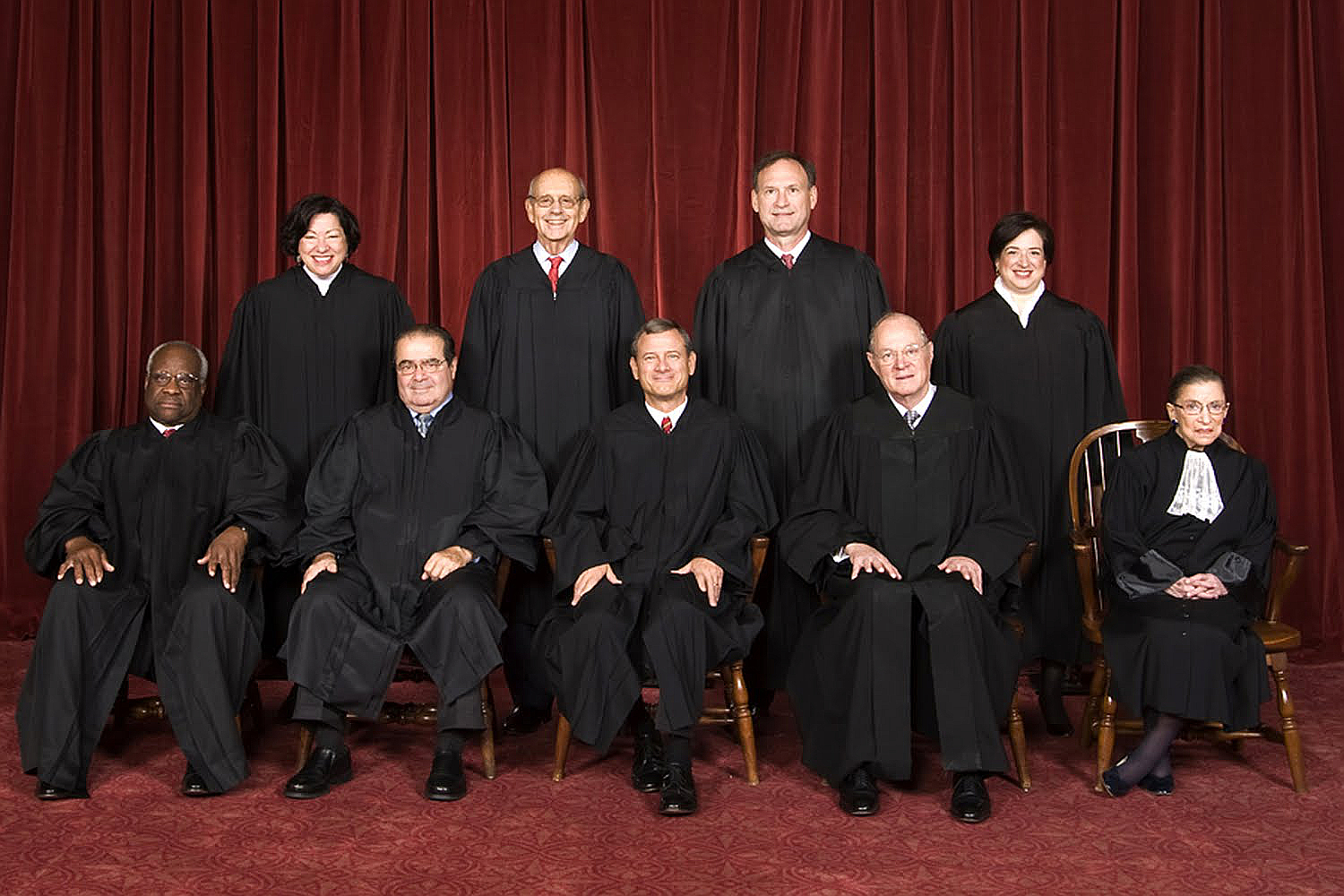
Cort Suprema dels Estats Units d'Amèrica l'any 2010.

L'acta de defunció del magistrat de la Cort Suprema Antonin Scalia, que va morir la vigília als 79 anys, diu que va morir d'un atac de cor. Tot i això, la jutgessa del comtat texà Presidio que el va declarar mort ho va fer via telefònica sense haver tingut accés al seu cos. Tampoc no va demanar la realització d'una autòpsia. La jutgessa de pau Cinderela Guevara va relatar a WFAA que va rebre dissabte una trucada del xèrif Danny Domínguez, que li va informar el decés del magistrat més antic del màxim tribunal dels Estats Units al ranxo Cibolo Creek. Guevara es trobava fent compres a un poble proper, a Alpine.
"Jutge, estic al ranxo Cibolo Creek. Un jutge de la Cort Suprema acaba de morir i necessito algú aquí immediatament. Els dos jutges de pau són fora del poble", va dir Domínguez a Guevara. La trucada es va tallar en diverses ocasions, a causa del feble el senyal telefònic al remot ranxo. Des de la localitat d'Alpine, la jutgessa va declarar Scalia mort a les 1:52 pm. Planejava viatjar fins al ranxo, però un agutzil federal li va trucar novament per dir-li que no calia, va dir Guevara.
La magistrada va voler saber alguns detalls per decidir si demanava o no una autòpsia. L'algutzir li va informar que el cos no mostrava senyals de violència i que el metge de capçalera del jutge Scalia li trucaria. Així ho va fer a la nit, quan li va precisar que el magistrat havia tingut problemes amb una espatlla la setmana passada i que patia diversos mals crònics.
La bandera dels Estats Units va onejar a mig pal a la façana de la Cort Suprema, a la capital, Washington, en homenatge per la mort del jutge Antonin Scalia, un dels jutges més conservadors d'aquesta institució judicial.

## Publicacions
- Scalia, Antonin (1997), Gutmann, Amy, ed,. Una qüestió d'Interpretació: Els tribunals federals i la Llei, Princeton NJ: Princeton University Press, ISBN 0-691-00400-5 .
- Scalia, Antonin; Garner, Bryan A. (2008), Com presentar els seus arguments: L'art de persuadir jutges, St. Paul: Thomson West, ISBN 978-0-314-18471-9 .
- Scalia, Antonin; Garner, Bryan A. (2012), Llei de Lectura: La interpretació dels textos legals, St. Paul: Thomson West, ISBN 978-0-314-27555-4 .